# Ahrner Kopf
Der Ahrner Kopf (3051 m s.l.m., italienisch Cima del Vento) ist ein Gipfel im Westen der Venedigergruppe und liegt an der österreichisch-italienischen Grenze zwischen Ost- und Südtirol. Dieser Grenzverlauf deckt sich hier mit der Grenze zwischen dem Naturpark Rieserferner-Ahrn und dem Nationalpark Hohe Tauern. Der Ahrner Kopf befindet sich im Kamm zwischen der Dreiherrenspitze (3499 m) im Nordosten und der Rötspitze (3496 m) im Süden, die nächstgelegenen Gipfelpunkte sind dabei der Hohe Rosshuf (3199 m) und der Virgilkopf (3036 m). Trotz seiner Nähe zu deutlich höheren und bekannteren Gipfeln ist der vom Vorderen und Hinteren Umbaltörl (2949 m und 2849 m) eingerahmte Ahrner Kopf doch ein einigermaßen selbständiger Dreitausender, der mit seinen recht deutlichen Graten nach Nord und Süd sowie den steilen Flanken im Westen und Osten aus mancher Perspektive durchaus beeindruckend wirken kann.
Der Berg wird bereits 1583 in einer Beschreibung eines Grenzverlaufs erwähnt, damals wird er als „Auer Kopf“ bezeichnet, was von „Auerhof“ abgeleitet wurde. Diese Bezeichnung wurde später zum heutigen Namen abgewandelt. Einheimische sprechen ihn als Agnakopf aus. Auf Initiative des Hüttenwirts der Lenkjöchlhütte wurde im Jahr 2004 auf dem Berg ein Gipfelkreuz aufgestellt, das im Sommer 2005 feierlich eingeweiht wurde.

## Anstiegsmöglichkeiten
Meist wird der Berg von der Südtiroler Seite bestiegen. Ausgangspunkt ist hierbei Kasern im inneren Ahrntal (1595 m). Als Stützpunkt kann dabei die Lenkjöchlhütte (2603 m) dienen, die von Kasern entweder durch das Röttal oder durch das Windtal erreichbar ist. Etwa 50 Höhenmeter unterhalb der Hütte zweigt vom aus dem Windtal zur Hütte führenden Steig ein markierter Wanderweg ab. Dieser quert zunächst nahezu eben die nordwestliche Flanke der Unteren Rötspitze und führt weiter in etwas Auf und Ab durch eine Senke, in der sich lange Altschneereste halten, an die Westflanke des Berges heran. Aufsteigend über einen Rücken gelangt man an eine Wegteilung, wo der Weg zum Vorderen Umbaltörl in südlicher Richtung abzweigt. Von dort führt ein recht steiler Steig durch die Westflanke des Ahrner Kopfs, der wenig unterhalb des Gipfels dessen Südgrat erreicht, über den die letzten Meter zurückzulegen sind. Dieser Anstieg ist unschwierig, eine nur wenig schwierigere Alternative ist, an der zuvor erwähnten Wegverzweigung weiter zum Vorderen Umbaltörl zu gehen und von dort über den Südgrat zum Gipfel zu gelangen. Dieser ist allerdings im unteren Teil recht grobblockig. Bei der Besteigung von Osttirol aus, wird man wohl meist diese Variante auf den letzten Metern zum Gipfel nutzen. Das Vordere Umbaltörl lässt sich von Osten her von der Clarahütte (2038 m) durch das Umbaltal erreichen, wobei zudem das am Weg liegende, nur wenig unterhalb des Vorderen Umbaltörl liegende Philipp-Reuter-Biwak (2672 m) als Stützpunkt verwendet werden kann.
Die Besteigung des Ahrner Kopfs eignet sich auch als Skitour, die meist begangene Route entspricht dabei weitgehend der im Sommer, wobei man üblicherweise die Variante durch das Windtal wählt. Dabei kann aber im steilen, oberen Bereich der Westflanke insbesondere nach Neuschneefällen und Windverfrachtungen erhebliche Lawinengefahr bestehen.